# Karanebili
Karanebili ist ein Ortsteil (Mahalle) im Landkreis Kozan der türkischen Provinz Adana mit 128 Einwohnern (Stand: Ende 2024). Im Jahr 2011 zählte Karanebili 170 Einwohner.